# Nabilla Benattia
Nabilla Vergara
Pour les articles homonymes, voir Nabilla, Vergara et Benattia.
Nabilla Benattia, ou Nabilla Vergara depuis son mariage en 2019, souvent appelée plus simplement Nabilla, née le 5 février 1992 à Ambilly (Haute-Savoie), est une personnalité médiatique franco-suisso-algérienne.
Tentant une carrière de mannequin durant son adolescence, elle apparaît à partir de 2011 dans des émissions de téléréalité et accède à la notoriété en mars 2013 en participant aux saisons 4 et 5 de l'émission Les Anges de la téléréalité : au cours de la saison 5, elle et sa meilleure amie, Amélie Neten, deviennent les têtes d’affiche du programme ; elles se surnomment la « team plastoc ». Au cours d’un épisode, Nabilla prononce la phrase « Allô ! Non, mais allô quoi !… », dont le ton et le style provoquent un buzz sur Internet, ce qui lui vaut une célébrité médiatique instantanée.
En novembre 2013, elle est la vedette de sa propre émission de téléréalité, Allô Nabilla, ce qui est une première en France, le concept étant repris des États-Unis où l’on suit la vie des stars, notamment comme avec Kesha, Paris Hilton ou les Kardashian. Fin septembre 2014, elle intègre l'équipe des chroniqueurs de Touche pas à mon poste ! sur C8. Mais, le 9 novembre suivant, elle est arrêtée et mise en examen pour avoir gravement blessé d'un coup de couteau son compagnon, Thomas Vergara. Libérée au bout de quelques semaines, elle effectue un retour médiatique et publie une autobiographie en avril 2016. Un mois après, elle est condamnée à six mois de prison ferme mais évite de retourner en détention grâce à un aménagement de peine.
Elle continue ensuite de faire des apparitions régulières dans les médias. En 2020, elle devient animatrice du show Love Island France sur la plateforme Amazon Prime.
Durant sa carrière, elle défile pour Jean-Paul Gaultier et pose pour le magazine Vogue.

## Biographie

### Famille, jeunesse et formation
Nabilla Benattia, franco-suisse, a des origines algérienne, suisse et italienne. Sa mère, Marie-Luce Grange, a les nationalités française, italienne et suisse, sa grand-mère maternelle, Livia Grange, est juive, et son père, Khoutir Benattia, est un fonctionnaire de l'ONU français d'origine algérienne,.
Elle naît à Ambilly en Haute-Savoie, et grandit ensuite à Juvigny, un petit village de Haute-Savoie.
Ses parents se séparent alors qu'elle est âgée de treize ans; elle s'installe alors avec sa mère et son frère aux Eaux-Vives, un quartier populaire de Genève. Principalement élevée par sa grand-mère Livia, elle dit en 2013 ne conserver aucun lien avec la culture d'origine de son père, n'avoir jamais visité l'Algérie et se sentir plus italienne qu'algérienne, puis en 2019, avouer se sentir être davantage « une musulmane moderne ».
Durant son adolescence, elle fréquente assidûment les boîtes de nuit de Genève et de Lausanne. Elle dit avoir travaillé durant deux mois dans une agence de mannequins en Corée du Sud alors qu'elle avait « à peine quinze ans », mais avoir été peu convaincue par une ambiance de travail « glauque ».
À l'âge de seize ans, elle apparaît dans le clip de Willy Denzey featuring Prodyge Crew, Turn Me Up ainsi que dans leur film À la vie éternellement, tourné en Suisse.
Selon un article du magazine VSD, en juillet 2009, elle est interpellée par la police judiciaire suisse pour complicité avec une bande d'escrocs qui dérobaient à Genève des ordres de paiement pour les falsifier et encaisser à leur profit les sommes concernées ; le rôle de Nabilla consistait à retirer l'argent à la banque sous une fausse identité, à l'aide d'un passeport volé. Accusée d'escroquerie, faux dans les titres et certificats, elle avoue les faits le jour de son arrestation. Placée en détention pendant un mois, dans les établissements pénitentiaires de la Clairière et de Champ-Dollon, elle est condamnée en juin 2010 à un mois de prison avec sursis par le tribunal pour enfants de Thonon-les-Bains,.
Nabilla dira avoir suivi des études supérieures et obtenu « un diplôme en anglais avancé dans une école de langues » mais confiera, plus tard, avoir « zéro diplôme » et avoir arrêté sa scolarité au brevet.

### Débuts médiatiques (2011-2013)
En 2009, Nabilla tente sa chance dans la téléréalité dans le but de « percer dans le mannequinat, les défilés en lingerie et la photo sexy ». Alors âgée de dix-sept ans, elle se présente au casting de l'émission L'Amour est aveugle, prévue sur TF1, en se faisant passer pour majeure ; son profil est finalement retenu.
En mars 2011, un travail d'hôtesse au stand Peugeot du Salon international de l'automobile de Genève lui permet d'être élue « Miss Autosalon » et de faire parler d'elle dans la presse pour la première fois,.
Quelques mois après ce début de notoriété, elle fait son apparition en octobre 2011 dans la seconde saison de L'Amour est aveugle. L'émission la présente comme une « étudiante en langues ».
Selon ses dires, TF1 lui aurait, après son premier casting pour L'Amour est aveugle, proposé à plusieurs reprises de participer à Secret Story ; elle aurait refusé, tout d'abord parce qu'elle était encore mineure[réf. nécessaire], mais également parce qu'elle trouvait l'émission « horrible » et que l'opportunité de travailler avec NRJ 12, qui lui proposait Les Anges de la téléréalité, lui paraissait plus intéressante,.
Elle participe en avril 2012 à la saison 4 des Anges de la téléréalité, tournée à Hawaï. Durant le tournage, elle vit une relation amoureuse avec Sofiane, un autre participant, ancien candidat de Star Academy. Ce dernier écrit et interprète une chanson consacrée à sa compagne, Dingue de toi (Nabi Nabilla). Nabilla, dont l'apparition dans L'Amour est aveugle n'avait pas particulièrement attiré l'attention, est cette fois mise en vedette par le montage des Anges de la téléréalité. L'émission, dans laquelle elle tient l'emploi du « personnage féminin torride », mise beaucoup sur son physique et lui fait notamment interpréter une séquence « sexy » au cours de laquelle elle lave une voiture en bikini.
À son retour en France, elle pose pour des magazines comme Entrevue et Newlook. Elle apparaît ensuite dans d'autres productions de NRJ 12, aux côtés d'Ayem Nour dont elle est alors une amie et qui la prend « sous son aile » : elle tient un rôle récurrent dans la saison 2 de la réalité scénarisée Hollywood Girls, et devient chroniqueuse dans L'Île des vérités 2 : Le Mag. En 2013, elle participe à la saison 5 des Anges de la téléréalité, qui se déroule en Floride. Sa plastique est remarquée par le site américain TMZ qui lui consacre une courte chronique. Dans le cadre de l'émission, elle rencontre quelques jours avant son anniversaire, son idole, la femme d'affaires et animatrice de télévision Kim Kardashian et lui déclare « I want to be you ! ».
Elle entame durant le tournage une liaison avec l'un des autres participants, Thomas Vergara, ancien candidat à Secret Story : la production recentre alors l'émission sur leur couple, et va jusqu'à organiser un faux mariage à Las Vegas.

### «Buzz»autour de sa petite phrase (2013)

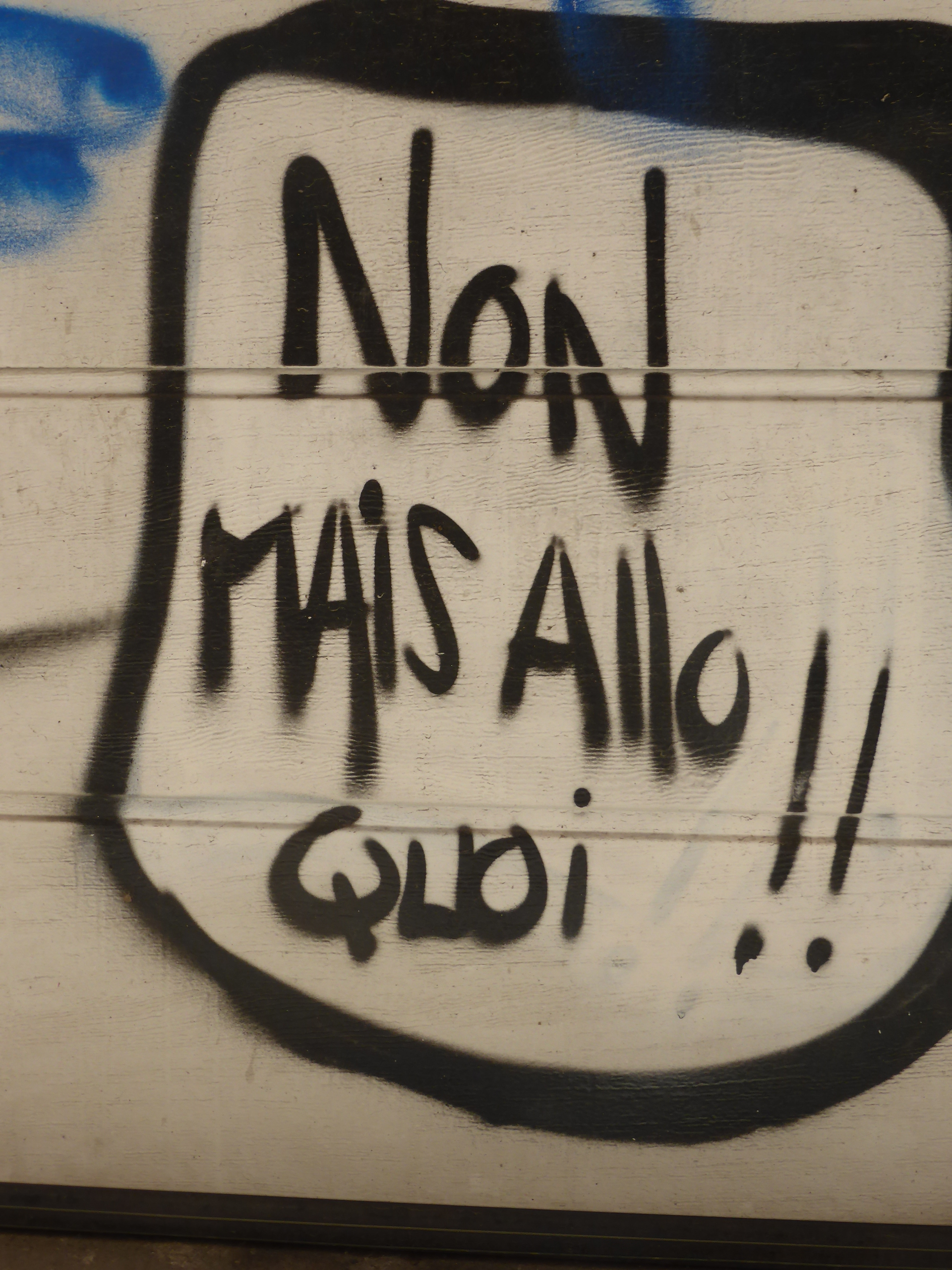
Graffiti illustrant la phrase Non mais allô quoi ! sur un mur d'une rue de Perpignan.

Au cours d'un épisode de la saison 5 des Anges de la téléréalité, diffusé le 6 mars 2013, elle prononce la petite phrase, considérée comme « culte », qui lui apporte la notoriété,,. S'étonnant que deux autres participantes — Aurélie Dotremont et Capucine Anav — n'aient pas emporté de shampooing avec elles, Nabilla déclare, en mimant un téléphone avec sa main droite : « Allô ! Non, mais allô quoi ! T'es une fille, t'as pas d'shampooing ? Allô, allô ! J'sais pas, vous m'recevez ? T'es une fille, t'as pas d'shampooing ! C'est comme si j'te dis : t'es une fille, t'as pas d'cheveux ! ».
Un extrait vidéo de cette séquence, publié sur Internet, attire plus de 10 millions de vues en un mois (14 millions avec les parodies) ; sa diffusion est évaluée comme l'un des plus gros buzz francophone d'Internet, juste derrière celui de « Casse-toi, pauv' con ! ».
Les propos et la gestuelle de Nabilla font l'objet, au cours du printemps 2013, de nombreuses reprises, parodies et détournements, sur le web comme dans les médias classiques. Devenus un « mème », ils inspirent également des publicités d'Ikea, Oasis et Carrefour. Le nombre de reprises de cette déclaration est tel dans les médias français qu'en mars 2013, Nabilla et la société de production de l'émission enregistrent chacune à l'INPI des variations de ces propos pour en faire des marques déposées,,,.
Plusieurs DJs remixent la petite phrase.

### Commentaires sur le phénomène
La petite phrase à l'origine de la notoriété de Nabilla fait de cette dernière « en un peu plus de 48 heures la risée du web et de la télévision », selon les termes employés par Le Parisien et Le Nouvel Observateur. Ce dernier s'interroge du même coup sur la nature du phénomène : Nabilla est-elle une « ex « Miss Salon de l’auto » », une « Kim Kardashian à la française » ou simplement une pragmatique « prête à tout pour réussir » ? 20 minutes, soulignant que l'image de « bimbo » et la plastique de Nabilla participent au phénomène, estime que celui-ci repose sur le fait qu'il suffirait désormais « de tenir des propos d’une infinie stupidité pour arriver [à] acquérir un semblant de reconnaissance et de notoriété. ».
Françoise Laborde, membre du Conseil supérieur de l'audiovisuel, s'inquiète de son côté de la violence encouragée par les émissions de téléréalité, qu'il s'agisse de Koh-Lanta ou des Anges de la téléréalité : « Les participants sont censés s'encourager, s'aider. Or la violence, les injures, les insultes, le manque de respect sont présentés comme l'unique solution », estime-t-elle, rejoignant sur ce point le constat désabusé fait par d'autres sur le rôle du « confessionnal […] où les candidats ont l'habitude de « débriefer » leur journée et aussi de balancer sur leurs concurrents », comme l'a fait Nabilla Benattia, avec un « effarement surjoué », en critiquant celles qui avaient oublié de prendre du shampooing.
Outre cet aspect de la téléréalité, qui pousse les candidats à une certaine violence verbale, Laurent Guérin, spécialiste en stratégie digitale, souligne pour sa part que l'essentiel du buzz est dû au travail réalisé en amont par la production, plus qu'à Nabilla elle-même : choix de candidats « déjà castés » par d'autres émissions tout d'abord, avec la sélection d'« une brune en plastique décérébrée […], cuisinée » ensuite de manière remarquable pour parvenir à « en extraire la substantifique moelle », grâce notamment à « l'idée lumineuse d'emmener Nabilla à Miami faire du shopping de shampoing, générant ainsi l’une des séquences les plus cultes de la télévision 2.0 ». D'ailleurs, le principal bénéficiaire de l'opération est justement NRJ 12 avec un record d'audience le 12 mars 2013, à 1 148 000 téléspectateurs, ainsi qu'une audience sociale qui sort du lot, tout particulièrement sur Twitter.
Pour le sociologue François Jost, le buzz qui s'est développé autour de la phrase de Nabilla n'est rien d'autre que la réactivation de ce qui avait fait le succès du premier Loft Story, NRJ 12 créant le buzz pour qu'on parle d'elle. Questionné sur les raisons qui pourraient expliquer « comment un tel vide peut prendre une telle ampleur », il met en avant le fait que les propos de Nabilla constituent une cible idéale pour le « bashing » (dénigrement) sous toutes ses formes qui plaît aujourd'hui aux jeunes, en confortant la tendance au « foutage de gueule décomplexé »  et le sens du « il y a toujours plus con que soi ». Si elle est devenue « culte », c'est aussi que la phrase de Nabilla s'inscrit dans une culture des « petites phrases » où s’entremêlent sans distinction celles d'Arnaud Montebourg, de Jérôme Cahuzac et de Nabilla. Au bout du compte, conclut-il, « Nabilla est un excellent bouc émissaire collectif » et l'on tape sur elle au lieu de taper sur son camarade de classe en lui faisant subir les pires moqueries.
Cette réplique qui révèle une « tension entre l'éloquence ostentatoire du segment et sa pauvreté sémantique », constitue un marqueur discursif très efficace, ce qui explique la forte charge émotionnelle (dédain, dégoût) qu'elle a suscitée. Dénoncée comme l'archétype de la vacuité, elle s'inscrit dans une logique d'expression et de revendication du quart d'heure de célébrité, comme le montre l'exploitation commerciale rentable que Nabilla a faite de ce syntagme.
Selon un sondage publié dans Voici en décembre 2013, réalisé par Harris Interactive sur un panel représentatif de 1 000 personnes résidant en France, Nabilla est la personnalité la moins aimée des Français, devant Zahia Dehar et Franck Ribéry. En janvier 2014, l'équipe des Gérard de la télévision décerne au Grand Journal le « prix » de l'émission dont les producteurs se sont dit « Bon, ça fait vingt ans qu'on se la joue chaîne cool, chic et transgressive, mais on sait bien qu'en vrai on a un public de gros beaufs comme les autres, alors on y va, on invite Nabilla », et à Allô Nabilla celui du projet d'émission jeté aux chiottes par toutes les chaînes, mais apparemment les canalisations débouchent chez NRJ 12.
La suppression par la communauté wikipédienne, en avril 2013, de l'article consacré à Nabilla sur la Wikipédia francophone fait l'objet de commentaires de la presse généraliste française,, et européenne,, ainsi que de la presse people et satirique. En janvier 2014, l'article est finalement restauré puis conservé après un débat ; Nabilla elle-même exprime à cette occasion sa fierté sur son compte Twitter,.

### Carrière et notoriété après lebuzz(2013-2014)
Peu après ce buzz médiatique, Jérémy Michalak, producteur des Anges de la téléréalité, lance le projet d'une émission centrée sur Nabilla. Le 11 avril 2013, cette dernière est l'invitée du Grand Journal de Canal+, où elle annonce qu'elle va être la vedette de sa propre téléréalité.
Durant le printemps 2013, les médias français, et notamment la presse people, suivent abondamment Nabilla et se font l'écho de diverses frasques, qu'il s'agisse d'une altercation avec un agent SNCF ou d'une vidéo diffusée sur Internet dans laquelle on la voit, en compagnie d'Ayem Nour, s'empoigner à Miami avec une touriste française,,. Elle pose pour Alex Manfredini (photographies de charme) et pour le magazine anglais Zoo (en) (seins nus sur une plage). Dans ses interviews, elle se présente volontiers comme « une business woman à la Kardashian ».
En juin, elle est invitée dans l'émission Le Supplément sur Canal+. Elle reconnaît à cette occasion avoir fait « de la détention préventive », et analyse son propre succès en ces termes : « Je représente une certaine jeunesse, des jeunes filles s'identifient à moi ». Le 29 juin 2013, à l'occasion de la dernière présentation de C à vous par Alessandra Sublet, Nabilla remplace cette dernière le temps d'une courte séquence humoristique.
Nabilla s'emploie à faire fructifier sa notoriété en monnayant ses apparitions publiques : elle est payée en moyenne 5 000 euros - voire 10 000 euros au début de son buzz médiatique - pour se montrer dans des boîtes de nuit. Outre ce type de prestations, elle participe également à des évènements plus prestigieux, notamment un défilé de Jean Paul Gaultier,,. Elle signe par ailleurs le livre Allô ! Non mais allô quoi !, un recueil de phrases humoristiques inspirées de sa réplique, sorti à l'été 2013 aux éditions Privé. Des sites web parlent de flop commercial, mais l'ouvrage s'écoule en réalité à 35 000 exemplaires en un mois.
Elle pose pour Patrick Demarchelier dans le numéro de septembre 2013 du Vanity Fair français
 ; Nabilla figure parmi onze stars considérées par le magazine comme les « Muses » de l'hiver 2013. Pour l'occasion, elle est habillée par Gaultier Paris. Durant l'automne et l'hiver 2013-2014, Nabilla continue d'attirer l'attention d'une partie des médias français, qu'il s'agisse de déterminer si elle portait ou non un soutien-gorge lors du défilé Jean-Paul Gaultier et une petite culotte lors d'une apparition télévisée,,, de rumeurs autour de ses prothèses mammaires,,, ou de sa brouille avec Ayem Nour.
L'émission de téléréalité Allô Nabilla, qui la met en scène avec sa famille et son compagnon, débute sur NRJ 12 à l'hiver 2013. La première saison, ma famille en Californie, est proposée au public en première partie de soirée du 12 novembre au 4 décembre 2013 et réalise des audiences décevantes,.
Les saisons 2 (En famille à Paris), 3 (En famille à Tokyo) et 4 (Nos fiançailles à Marrakech) sont diffusées durant l'été 2014 en access prime-time et connaissent une bonne progression. L'émission obtient finalement un résultat honorable, du moins en ce qui concerne les diffusions inédites[réf. nécessaire]. Nabilla entretient par ailleurs sa notoriété en étant très présente sur les réseaux sociaux : son compte Twitter est suivi par plus de 1,1 million d'internautes, tandis que son compte Instagram affiche 480 000 abonnés en 2014. Elle y publie abondamment des nouvelles et des photos de sa vie professionnelle et privée, et notamment de sa vie de couple avec Thomas Vergara.
En septembre 2014, Nabilla rejoint l'équipe des chroniqueurs de Cyril Hanouna dans Touche pas à mon poste !,. À la même époque, avec son compagnon, elle signe une collection de prêt-à-porter pour la marque Blooshop.

### Retour médiatique
Elle fait un premier retour médiatique le 24 avril 2015, au salon What The F*  à Paris, où elle représente la marque de prêt-à-porter Hollyweed. Son apparition est notamment suivie par les caméras de Canal+, TF1 et BFM TV. De plus, elle livre sa première interview depuis sa libération au magazine de charme Lui, lors d'une entrevue avec Frédéric Beigbeder réalisée au Grand Véfour.
Nabilla Benattia continue d'alimenter de nombreuses rumeurs à son sujet, assurant la pérennité du buzz qu'elle entretient depuis ses débuts en 2013. La société de production de l'émission Allô Nabilla, La Grosse Équipe, envisage de nouveaux projets avec elle. Elle est également sollicitée par certains réalisateurs du cinéma français, comme Lisa Azuelos ou encore Jean-Pierre Mocky.
Fin 2015, elle est une nouvelle fois classée à la première place du palmarès des « personnalités les plus détestées des Français » dans le sondage annuel commandé par le journal Voici à l'institut de sondage Harris Interactive, portant sur un échantillon représentatif de 1018 personnes de plus de 15 ans. Elle est ex æquo avec Dieudonné dans ce sondage.
Elle continue par ailleurs à engendrer des revenus grâce à sa présence sur les réseaux sociaux et à la publicité qui l'accompagne. Son compte Instagram, notamment, a plus d'un million d'abonnés en 2015.
Dans le même temps, Nabilla et Thomas Vergara, malgré un contrôle judiciaire qui leur interdit théoriquement de se rencontrer ou d'entrer en contact, multiplient les déclarations d'amour sur les réseaux sociaux et s'affichent au bras l'un de l'autre. Nabilla commet une autre violation de son contrôle judiciaire — qui lui interdit également de sortir du territoire français — en se rendant en Suisse pour une séance de dédicaces. Elle doit par contre renoncer à se rendre aux États-Unis pour y tourner la saison 8 des Anges de la téléréalité, le parquet ayant refusé de l'y autoriser.
Nabilla signe en avril 2016 un livre autobiographique, écrit en réalité par Jean-François Kervéan, intitulé Trop vite. Elle y reconnaît notamment avoir poignardé son compagnon alors qu'elle voulait lui faire peur, durant une dispute où ni l'un ni l'autre n'étaient dans son « état normal ». L'ouvrage remporte un bon succès de librairie et dépasse à l'été les 40 000 exemplaires vendus. À l'occasion de la sortie du livre, Nabilla multiplie les interventions dans les médias. Elle est notamment interviewée par Sept à huit confirmant les aveux qu'elle fait dans son livre et disant qu'elle avait voulu « faire peur » à son compagnon. Reconnaissant être « très médiatisée, très connue, pour pas grand-chose », elle admet que sa notoriété n'est peut-être « pas méritée », mais la justifie par son désir de « faire rire les gens un maximum ». Concernant le « Non mais allô quoi » qui l'a rendue célèbre, Nabilla avoue n'avoir elle-même pas compris grand-chose à ce qu'elle racontait, mais commente : « J'ai tellement voulu cette célébrité qu'au final j'étais contente ». Elle réaffirme par ailleurs son intention de rester en couple avec Thomas Vergara, et de se marier et d'avoir des enfants avec lui. Le 28 avril, elle revient en tant qu'invitée dans Touche pas à mon poste !.

### Retour à la télévision
En novembre 2016, Nabilla réapparaît dans Touche pas à mon poste !, en tant qu'invitée, à l'occasion de l'émission spéciale TPMP ! : La grande rassrah.
En juin 2017, NRJ12 annonce la diffusion d'une nouvelle téléréalité mettant en scène Nabilla Benattia et son compagnon, Les Incroyables Aventures de Nabilla et Thomas en Australie, une émission de type « road trip » sur le modèle de Pékin Express. Diffusée de fin août à fin octobre 2017, l'émission réalise des audiences satisfaisantes, atteignant 257 000 puis 275 000 téléspectateurs, et se positionnant en leader chez les 15-24 ans. Nabilla Benattia est coproductrice du programme ; selon une rumeur évoquée dans Touche pas à mon poste !, elle touche également pour l'émission un salaire compris « entre 200 000 et 300 000 euros ».
En mai 2018, elle annonce pour la rentrée suivante son retour dans Touche pas à mon poste ! en tant que chroniqueuse. Elle fait sa rentrée dans l'émission le 5 septembre. En parallèle, sa présence de plusieurs années sur les réseaux sociaux a fait d'elle une instagirl : début 2018, avec 2,8 millions d'abonnés sur Instagram et un million de vue sur Snapchat, elle est considérée comme des toutes premières influenceuse de France. Elle exerce cette « influence » principalement dans son domaine de prédilection qu'est le maquillage, se faisant rémunérer, pour ses publications sur les réseaux sociaux, par Make Up For Ever ou le groupe Aufeminin.
Le 5 février 2020, Nabilla Benattia devient animatrice pour la plateforme Amazon Prime Vidéo. Elle anime la version française de Love Island, une émission de télé-réalité déjà lancée au Royaume-Uni, en Allemagne et Australie. Le 26 novembre 2021, elle va notamment lancer son « docu-réalité » sur cette même plateforme. Cette émission Nabilla : Sans filtre se déroulera en sept épisodes.
Un an plus tard, le 6 février 2023, une nouvelle émission phare nommée Cosmic Love fait son apparition sur la même plateforme. Nabilla Benattia a l'opportunité de devenir l'animatrice de ce programme destiné à la recherche de l'amour grâce à l'astrologie. Cette téléréalité est une adaptation en français d'une version originale lancée aux États-Unis le 12 août 2022.
Le 27 février 2025, elle participe à la dernière émission de Touche pas à mon poste ! à la suite de la fermeture de la chaine C8. Elle participe également le 28 février 2025 au prime des 20 ans et dernière émission de la chaîne NRJ 12 à la suite de la fermeture de la chaine.

### Autres activités
En juin 2018, l'artiste suisse Andy Picci consacre une exposition à Nabilla,.
En novembre 2018, Nabilla Benattia lance sa propre marque de cosmétiques, Nab Cosmetic. Le 4 novembre 2019, elle relance une nouvelle collection de cosmétiques sous un nouveau nom : Nabilla Beauty. L'emballage et les teintes sont également revisités[Quoi ?].

## Affaires judiciaires

### Coups de couteau sur son compagnon Thomas Vergara
Dans la nuit du 6 au 7 novembre 2014, Nabilla alerte les pompiers après que son compagnon a été blessé au niveau du thorax par plusieurs coups de couteau. La police, jugeant incohérent son témoignage — parce qu'elle aurait tout d'abord parlé d'une agression par plusieurs individus — la place en garde à vue : elle est soupçonnée d'avoir blessé Thomas Vergara lors d'une dispute. Ce dernier, dont les jours ne sont pas en danger, ne souhaite pas porter plainte,,.
Elle déclare ensuite aux enquêteurs que son compagnon s'est blessé lui-même au cours d'une dispute, alors qu'il était sous l'emprise de la cocaïne ; Thomas Vergara s'en tient devant les policiers à la version d'une agression par plusieurs hommes. Une information judiciaire est ouverte, et, dans la nuit du 8 au 9 novembre, Nabilla est présentée à un juge d'instruction qui prononce sa mise en examen pour tentative d'homicide et violences volontaires aggravées. Les soupçons des enquêteurs concernent également une autre blessure au couteau, pour laquelle Thomas Vergara avait déjà été soigné en août. Elle est placée en détention provisoire par un juge des libertés et de la détention, conformément aux réquisitions du procureur,. Elle est écrouée à la maison d'arrêt de Versailles : elle y bénéficie d'une cellule individuelle, les juges estimant que sa notoriété fait d'elle une prisonnière « sensible » nécessitant des mesures particulières. Lors de son interrogatoire, elle affirme que Thomas Vergara la battait régulièrement,.
L'affaire, qui intéresse jusqu'aux médias internationaux, devient, dans les heures et les jours qui suivent l'arrestation, l'un des principaux sujets de recherche et de discussions sur Internet et les réseaux sociaux français : le 7 novembre, en quelques minutes, le hashtag consacré à Nabilla dépasse celui consacré à l’intervention télévisée du président de la République François Hollande.
Interviewé sur TF1 après sa sortie de l'hôpital, Thomas Vergara affirme n'avoir jamais levé la main sur sa compagne, et avoir au contraire été battu par elle. Le 19 novembre, lors de son interrogatoire par une juge d'instruction, il revient sur sa version initiale des faits et dit avoir été blessé par Nabilla lors d'une altercation. L'avocat de Thomas Vergara déclare par la suite que la dispute a éclaté au sein du couple au sujet d'un smartphone que Thomas avait confisqué à Nabilla. Par la suite, il est indiqué que la dispute aurait eu lieu à cause de l'infidélité de Nabilla qui aurait été frappée par son compagnon. Le 20 novembre, la cour d'appel de Versailles rejette une première demande de remise en liberté de Nabilla Benattia.
Au cours de son incarcération, elle passe le certificat de formation générale : c'est son premier diplôme. Les expertises judiciaires parlent d'une personnalité « fragile », « mal structurée » et « déstabilisée par la surmédiatisation ».
Ses avocats ayant déposé une nouvelle demande en ce sens[Lequel ?], elle est remise en liberté sous contrôle judiciaire le 18 décembre ; son procès est prévu à la mi-2015, ou fin 2015. Le lendemain de sa sortie de prison, elle fait connaître son intention de se « retirer momentanément » de la scène médiatique pour se remettre de sa détention et se ressourcer auprès de ses proches. En 2015, elle continue cependant d'attirer l'attention de la presse people.
Elle est jugée le 19 mai par le tribunal correctionnel de Nanterre. Thomas Vergara assiste à l'audience en tant que partie civile, tout en assurant qu'il ne fait « aucune demande » de dédommagement, et qu'il a depuis longtemps pardonné à son amie. Tout au long de la journée d'audience, Nabilla et son compagnon diffusent en direct pendant le procès de nombreux clichés les montrant séparément ou ensemble, qu'ils postent sur snapchat pendant les interruptions. À l'issue du procès, Nabilla est condamnée à six mois de prison ferme et 18 mois avec sursis pour violences volontaires aggravées ; le jugement prévoit également une obligation de soins psychologiques et une mise à l'épreuve d'une durée de deux ans. Ayant déjà effectué plusieurs semaines en détention préventive, elle évite, grâce à un aménagement de peine, de retourner en détention. Ressortie libre du tribunal, Nabilla « remercie la justice qui a fait son travail correctement » et se félicite qu'elle et Thomas Vergara puissent « [repartir] sur de nouvelles bases, plus forts, plus matures, plus grands »,,. Elle promet par ailleurs de faire preuve à l'avenir d'un « comportement exemplaire ».

### Condamnation par la DGCCRF
Au mois de juillet 2021, Nabilla Benattia, influenceuse, est condamnée par la direction générale de la concurrence, de la consommation et de la répression des fraudes (DGCCRF) à payer une amende de 20 000 € pour « pratiques commerciales trompeuses » sur Snapchat. En 2018, l'intéressée avait fait la promotion de services boursiers sur le réseau social, sans mentionner qu’elle était rémunérée pour cela.

## Vie privée

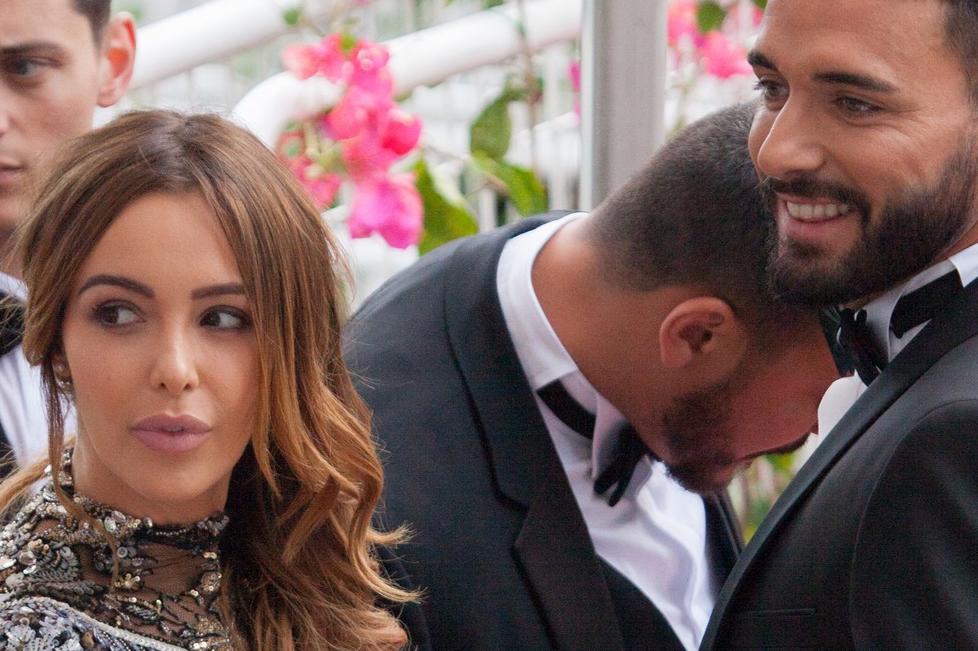
Nabilla et à sa gauche, son compagnon Thomas Vergara lors du festival de Cannes 2018.

Depuis 2013, Nabilla est en couple avec Thomas Vergara rencontré sur le tournage de la cinquième saison de l'émission Les Anges de la télé-réalité. Ils se marient à Londres le 7 mai 2019. Après quelques années à Londres, ils s'installent en novembre 2019 à Dubaï.
Ils ont deux enfants, Milann (né le 11 octobre 2019), et Leyann (né le 5 juin 2022).

## Télévision

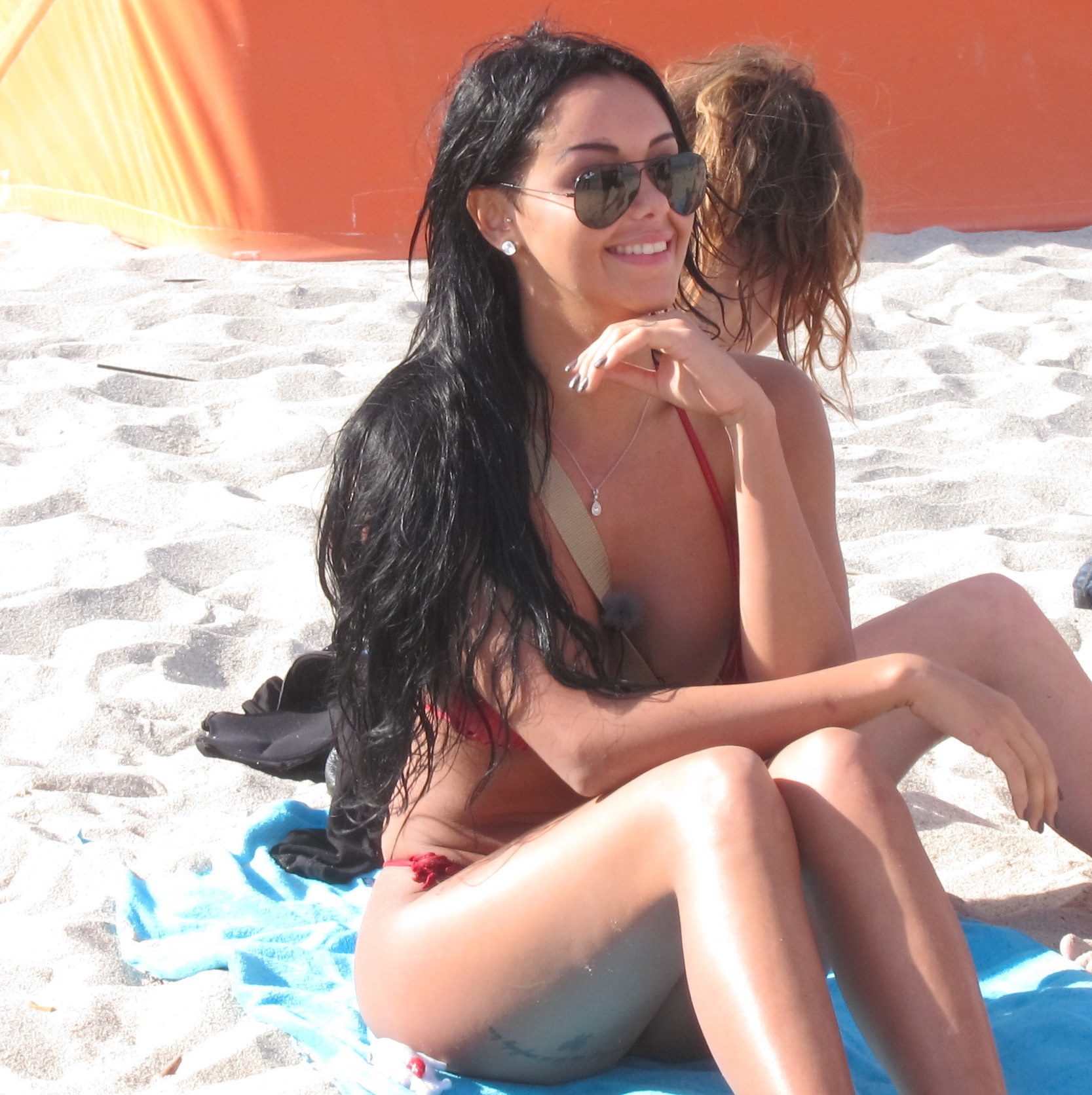
Nabilla Benattia en janvier 2013, lors du tournage de la saison 5 des Anges de la téléréalité à Miami.

### Télé-réalité
- 2011 : L'amour est aveugle 2 - TF1
- 2012 : Les Anges de la télé réalité 4 : Club Hawaï - NRJ 12
- 2013 : Les Anges de la télé réalité 5 : Welcome to Florida - NRJ 12
- 2013 : Les Anges vous disent tout sur NRJ12
- 2013 : Allô Nabilla - Ma famille en Californie - NRJ 12
- 2014 : Les Anges de la télé réalité 6 : Les Retrouvailles - NRJ 12
- 2014 : Allô Nabilla - En famille à Paris - NRJ 12
- 2014 : Allô Nabilla - En famille à Tokyo - NRJ 12
- 2014 : Allô Nabilla - Nos fiançailles à Marrakech - NRJ 12
- 2016 : Les Anges 8 (apparition) - NRJ 12
- 2017 : Les Incroyables Aventures de Nabilla et Thomas en Australie - NRJ 12
- 2021 : Nabilla : Sans filtre - Prime Video

### Jeu télévisé et divertissement
- 2017 : Vendredi tout est permis avec Arthur - TF1 : participante
- 2021 : Fort Boyard - France 2 : candidate
- 2022 : La Chanson secrète - TF1 : participante

### Chroniqueuse télé
- 2012 : Le Mag - NRJ 12
- 2014 : Touche pas à mon poste ! - C8
- 2018 : Touche pas à mon poste ! - C8

### Animatrice
- 2020 : Love Island France - Prime Video
- 2023 : Cosmic Love France - Prime Video

## Filmographie

### Fictions
- 2008 : À la Vie Éternellement de Jihad Kahwajy : rôle inconnu (sortie annulée)
- 2012-2014 : Hollywood Girls : Nabilla Leona (série télévisée, principale saisons 2 et 3)

### Publicités
- 2017 : Clip promotionnel pour la diffusion en France de la cinquième saison de Orange Is the New Black : Elle-même[159]

### Clips
- 2007 : Turn Me Up - Willy Denzey
- 2012 : Dingue de toi - Sofiane Tadjine-Lambert
- 2012 : Celebration - The Game feat. Chris Brown, Tyga, Wiz Khalifa & Lil Wayne
- 2013 : Love Is What You Make of It - Maude Harcheb
- 2013 : Ocean Drive Avenue - Les Anges 5
- 2013 : GirlZ - Make The Girl Dance
- 2020 : Et demain ? (Et demain ? Le collectif)

## Distinctions
| Année | Récompenses                                                        | Nomination         | Résultat   | Source  |
| ----- | ------------------------------------------------------------------ | ------------------ | ---------- | ------- |
| 2014  | Meilleure candidate issue d'une télé-réalité de vie en communauté. | Lauriers TV Awards | Nomination | [ 160 ] |
| 2015  | Meilleure candidate issue d'une télé-réalité de vie en communauté. | Lauriers TV Awards | Nomination | [ 161 ] |

## Publications
- Allô ! Non mais allô quoi !, Éditions Privé, 2013 (ISBN 978-2-35076-131-2).
- Nabilla Benattia 2014 Calendar, par Brian B. Hayes.
- Trop vite (avec Jean-François Kervéan), Robert Laffont, 2016 (ISBN 978-2-221-19193-4).
- Nabilla Benattia est inclassable, Michel Lafon, 2017 (ISBN 978-2-7499-3322-1)[162].